# Pierre Kalulu
Pierre Kalulu Kyatengwa (Lyon, 5 juni 2000) is een Frans voetballer die bij voorkeur als centraal verdediger speelt. Hij tekende in 2024 voor Juventus.

## Clubcarrière
Kalulu verruilde in 2010 AS Saint-Priest voor Lyon. Tien jaar later trok hij naar AC Milan. Op 10 december 2020 debuteerde hij in de Europa League tegen Sparta Praag. Drie dagen later speelde Kalulu zijn eerste competitiewedstrijd voor Milan tegen Parma. Op 16 december 2020 maakte Kalulu zijn eerste competitietreffer tegen Genoa. Tijdens het seizoen 2024/25 wordt hij verhuurd aan Juventus.

## Erelijst
| Kampioen Serie A | 1x | 2021/22 |